# Нефтепромысловый (посёлок)
Нефтепромысловый — посёлок в Крымском районе Краснодарского края России. Входит в состав Адагумского сельского поселения.

## География
Расположен в юго-западной части региона, в пределах Прикубанской наклонной равнины, фактически сливаясь с центром поселения хутором Адагум. Проходит канал Хобза.
Уличная сеть
- ул. Героев,
- ул. Заречная,
- ул. Молодёжная,
- ул. Нефтяников,
- ул. Победы,
- ул. Центральная.

## Население
| 1999 | 2002 | 2010 |
| ---- | ---- | ---- |
| 331  | ↘268 | ↗336 |

## Инфраструктура
Личное подсобное хозяйство.

## Транспорт
Выезд через улицу Нефтяников на автодороге регионального и межмуниципального значения 03А-009 Крымск — Джигинка.